# Département d'Avellaneda (Santiago del Estero)
Pour les articles homonymes, voir Avellaneda (homonymie) et Département d'Avellaneda (Río Negro).
Le département d'Avellaneda est une des 27 subdivisions de la province de Santiago del Estero, en Argentine. Son chef-lieu est la ville de Herrera.
Le département a une superficie de 3 902 km2. Il est situé au centre-sud de la province. Sa population s'élevait à 19 348 habitants en 2001.

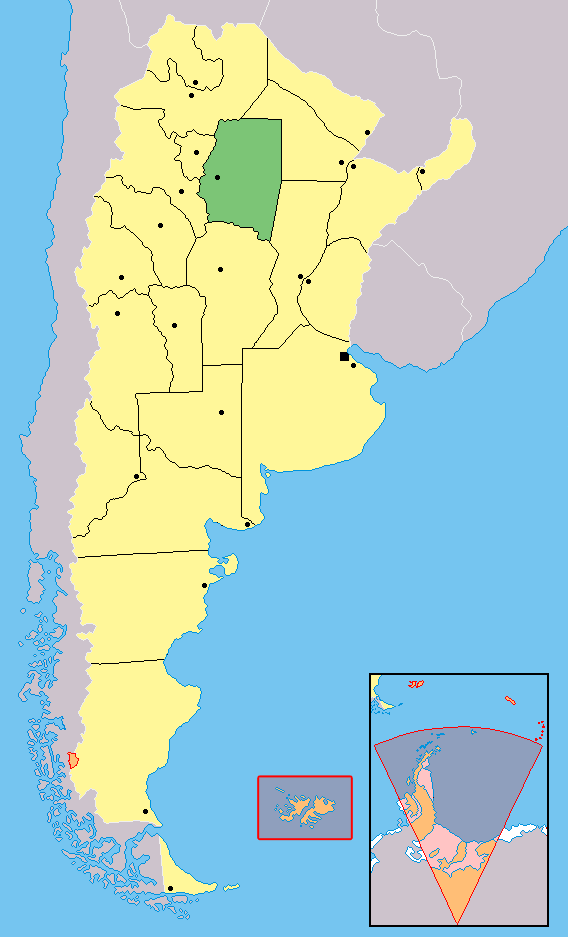
Localisation de la province de Santiago del Estero en Argentine